# Anna Ibrisagic
Amna Anna Ibrisagic, född 23 maj 1967 i Sanski Most i Bosnien och Hercegovina i Jugoslavien, är en svensk politiker (moderat). Hon var ordinarie riksdagsledamot 2002–2004, invald för Norrbottens läns valkrets, och ledamot i Europaparlamentet 2004–2014.

## Biografi
Anna Ibrisagic är uppvuxen i Bosnien och har varit bosatt i såväl Luleå som Bryssel. Hon är utbildad tolk och översättare samt har även bedrivit studier i ekonomi. Därtill har hon en bakgrund som pianolärare och språklärare.
Åren 2001–2002 var Ibrisagic verkställande direktör för Norrbottens Handelskammare. Hon har översatt Carl Bildts bok Uppdrag fred till serbiska och bosniska.
Ibrisagic var moderat ledamot i Luleå kommunfullmäktige 1998–2002, och därefter riksdagsledamot 2002–2004. Under sin tid i riksdagen var hon ledamot i utbildningsutskottet och ersättare i kulturutskottet.
Hon satt i Moderaternas partistyrelse mellan 2001 och 2011. Åren 2004–2014 var hon moderat Europaparlamentariker. I Europaparlamentet var hon ledamot i Utskottet för utrikesfrågor samt i Underutskottet för säkerhet och försvar. Hon var även suppleant i Utskottet för sysselsättning och sociala frågor.